# Osservatorio Lulin
L'Osservatorio Lulin (in cinese : 鹿 林 天文台 ; pinyin : Lùlín Tiānwéntái ; lett . : "Osservatorio astronomico della foresta dei cervi" ) è un osservatorio astronomico gestito dall'Istituto di astronomia dell'Università Nazionale Centrale (NTU) di Taiwan; la struttura si trova sulla sommità del monte Lulin, al confine tra la città di Chiayi e la contea di Nantou, vicino al parco nazionale Yushan.
Il telescopio riflettore di Lulin da un metro è lo strumento principale dell'osservatorio ed è divenuto operativo nel settembre 2002, dopo 10 anni di sviluppo. 
Nel 2007 da questo osservatorio è stata osservata per la prima volta la cometa Lulin (C / 2007 N3); l'oggetto è divenuto il primo corpo celeste ad essere scoperto da un astronomo taiwanese. 

## Il progetto
Le motivazioni alla base della progettazione dell'osservatorio risalgono agli anni '80 del XX secolo. Il crescente e rapido sviluppo economico e urbano di Taiwan resero l'allora osservatorio dell'Università Centrale, unico esistente nel paese, poco competitivo anche a soli fini divulgativi pur essendo dotato di attrezzature di prima classe. L'inquinamento luminoso dovuto alle numerose attività prospicienti la struttura e la necessità di aggiornare le ottiche, unitamente al proposito di crescere una nuova generazione di astronomi taiwanesi, motivarono il Consiglio Nazionale della Scienza del paese a cercare un sito adatto, ricerca che si concretizzò nel giro di alcuni anni con la costruzione dell'osservatorio Zhongda Lulin, nel 1983.
La sede prescelta, situata sulla cima montuosa di Lulin Qianshan ha comportato diverse difficoltà logistiche ed economiche essendo un sito di non facile accesso; la cupola protettiva ha una conformazione ottagonale, il che ha consentito un più agevole trasporto ed assemblaggio dei singoli elementi rispetto ad un monoblocco di forma sferica.

## Strumenti
- LOT (Lulin One-meter Telescope) (D = 1m, f / 8) telescopio da un metro in configurazione Cassegrain
- SLT (D = 0,40 m, f / 8,8) in configurazione Ritchie-Chretien, che dal 2005 ha sostituito il precedente telescopio da 76 cm e con il quale è stata effettuata la campagna osservativa LUSS.
- Quattro telescopi robotici TAOS (D = 0,50 m, f / 1,9)[4]
- LELIS (Lu-lin Emission Line Imaging Survey) - 3 obiettivi fotografici Canon (D = 11 cm)[5]

## Ricerca e risultati scientifici
| 296351 Linyongbin | 20 marzo 2009 |

- Scoperta della cometa C / 2007 N3 (Lulin)
- Scoperta di oltre 300 asteroidi
- 82048 misurazioni astrometriche pubblicate dal 2002 al 2010
- Partecipazione ai progetti:
  - Taiwan-America Occultation Survey (TAOS) - Osservazioni sulla copertura degli asteroidi congiuntamente ad altri istituti di ricerca statunitensi e coreani, effettuata con i quattro telescopi robotici da 50 cm.[4]
  - Lulin Emission Line Imaging Survey (LELIS) - dedicato allo studio di resti di supernovae, effettuata con 3 fotocamere in linea.[5]
  - LUlin Sky Survey (LUSS) - Ricerca di comete e asteroidi

## Lulin Sky Survey
L'indagine Lulin Sky Survey (LUSS), è stata una campagna osservativa che ha cercato oggetti vicini alla Terra (Near Earth Object) dal 2006 al 2009 ed effettuata con un telescopio riflettore in configurazione Ritchey-Chrétien da 16 pollici (41 cm) con un campo visivo di 27 minuti d'arco; lo strumento operava autonomamente grazie ad un software apposito che ne consentiva l'utilizzo a distanza dalla Cina continentale.
Oltre alla ricerca di nuovi oggetti, il sondaggio ha perfezionato le orbite di comete e corpi minori già noti e ne ha eseguito l'analisi fotometrica di un sottoinsieme. Tra i coordinatori dell'indagine osservativa vi era lo studente Quan-Zhi Ye della Sun Yat-sen University, a Guangzhou. Nel 2007 lo studente ottenne una borsa di studio, il Shoemaker NEO Grant, che gli consentì di acquisire software e hardware a supporto del progetto.  Nel 2007 LUSS ha scoperto la sua prima cometa, denominata formalmente C / 2007 N3, retrograda, in seguito chiamata Cometa Lulin, che raggiunse la distanza minima dalla Terra a febbraio 2009.
Nel corso dell'indagine sono stati scoperti circa 780 oggetti, dei quali 103 hanno avuto denominazione definitiva, e tre frammenti della cometa 73P / Schwassmann-Wachmann.
Dal 2010, terminata l'indagine LUSS, il telescopio è stato dedicato al monitoraggio a lungo termine di stelle variabili e comete.